# Багдадбеков, Джалил-бек Амрах оглы
Джалил-бек Амрах оглы Багдадбеков (азерб. Cəlil bəy Bağdadbəyov; 1887—1951) — азербайджанский советский актёр театра. Режиссёр таджикского, туркменского и азербайджанского драматических театров. Заслуженный артист Азербайджанской ССР (1943). Дядя по матери писателя Ильяса Эфендиева.

## Биография
Джалил-бек Багдадбеков родился в 1887 году в городе Шуша в аристократической семье. По традициям своего рода получил богословское образование, знание арабского и фарси. Начальное образование получил в Шушинском реальном училище.
С 1910 года — в театральной труппе общества «Ниджат». Выступал в оперных и драматических спектаклях. Исполнявший и женские партии, Джалил-бек Багдадбеков мастерски сыграл роли Лейли и Хуршуд Бану в операх «Лейли н Меджнун», «Шах Аббас н Хуршуд Бану». Впоследствии сыграл роли Ибн Салама, отца Лейли («Лейли и Меджнун»), Сулеймана («Аршин мал алан»).
В различных источниках указано немало актерских фамилий, претворивших в жизнь образы просвещенных женщин: Джалил-бек Багдадбеков, Мирмахмуд Кязимовски, Алекпер Сухейли.
Является автором одноактных пьес, водевилей и музыкальных комедий, высмеивающих патриархально-феодальные порядки, быт дореволюционного буржуазного общества.
Багдадбеков в Тадижистане написал комедию «Ишан и комсомолец» (1929 году).
Был художественным руководителем Агдашского государственного драматического театра имени Наджаф-бек Везирова.
Скончался 21 апреля 1951 года в Баку.

## Творчество
Заслуженный артист Азербайджанской ССР Джалилбек Багдадбеков в своих «Воспоминаниях о Карягды оглы» пишет: «Приезд Джаббара в Шушу вызывал большую радость. Хозяева свадеб заранее делили его время между собою. Однажды, проходя по базарной площади, я услышал разговор 3-4 мужчин. Они поздравляли друг друга по случаю приезда Джаббара. Один из них сказал: «Поздравляю тебя, наш брат Джаббар приехал». Другой ответил: «И я тебя поздравляю». Когда Джаббар приезжал в Шушу, все горожане выходили ему навстречу и приветствовали его. Они с такой, искренней радостью встречались с ним, будто Джаббар приносил счастье — «воду жизни».